# Гарбуз спагеті
Гарбуз спагеті або кабак спагетті або овочеві спагеті — це група сортів Cucurbita pepo . Вони бувають у різних формах, розмірах та кольорах, включаючи колір «слонової кістки», жовтий та помаранчевий, причому помаранчевий має найбільшу кількість каротину. У його центрі міститься багато великого насіння. У сирому вигляді м'якоть тверда і схожа на інші сирі гарбузи. При приготуванні «м'ясо» плодів відпадає від м'якоті стрічками або пасмами, які виглядають, і їх часто використовують як здорову альтернативу спагеті.

## Приготування
Гарбуз спагеті можна готувати різними способами, включаючи випікання, варіння, приготування на пару або у мікрохвильовій печі. Після приготування м'якоть цього плода можна вибрати так, щоб його «пасма» були схожі і мали довжину, як традиційна локшина спагеті. ЇЇ можна подавати з соусом або без нього як замінник макаронів, а його насіння можна смажити, подібно до насіння гарбуза.

## Поживні властивості
Гарбуз спагеті містить багато корисних речовин, включаючи фолієву кислоту, калій, вітамін А та бета-каротин. Він низькокалорійний, у середньому 42 калорії на порцію у 1 склянку (155 грам).

## Назва
Слово гарбуз запозичене з тюркських мов, до котрої потрапило з перської, у якій буквально означало «віслючий огірок».
Інший варіант, кабак, також походить з тюркських мов; від нього походить назва кабачок. 
Латинська назва cucurbita походить від лат. cucumis «огірок» і orbitus «круглий», що буквально означає «круглий огірок» (гарбуз та огірок належать до однієї родини). 

## Вирощування

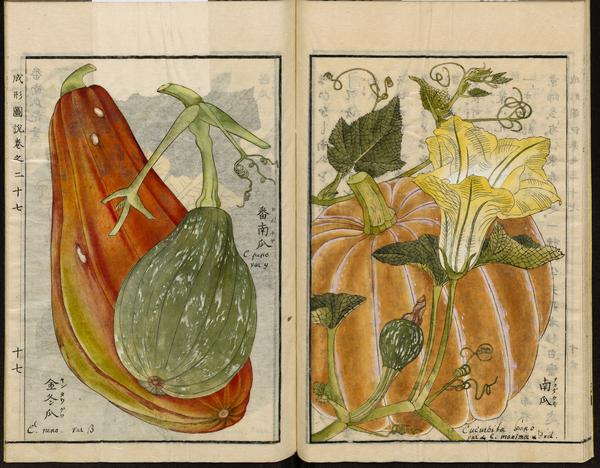
Гарбузи спагеті (ліворуч) ілюстрація з японської сільськогосподарської енциклопедії Сейкеі Зусецу (1804)

Гарбуз спагеті відносно легко вирощувати, добре росте в садах або горщиках.
Рослини однодомні, на одній рослині чоловічі та жіночі квіти. Чоловічі квітки мають довгі тонкі стебла, що тягнуться вгору від лози. Жіночі квітки коротші, з невеликим круглим наростом під пелюстками. Цей круглий виріст перетворюється на гарбузи, якщо квітка успішно запилиться. 
Рослини гарбузів спагеті можуть перехресно запилювати рослини кабачків.

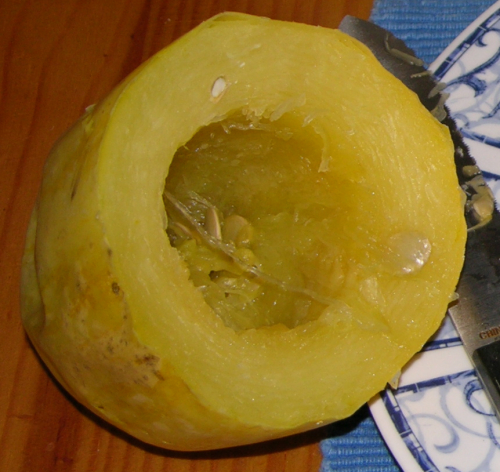
Приготовлений
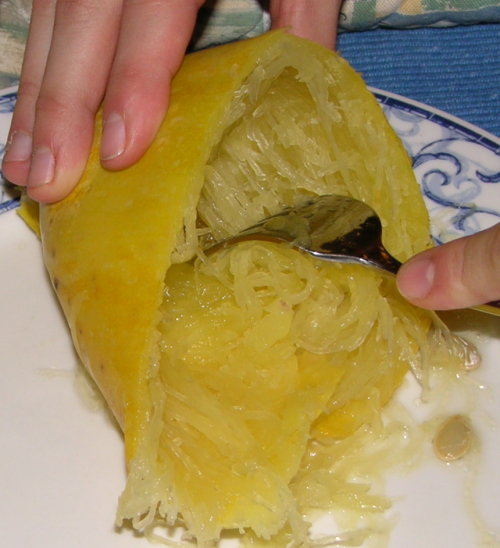
Вибраний
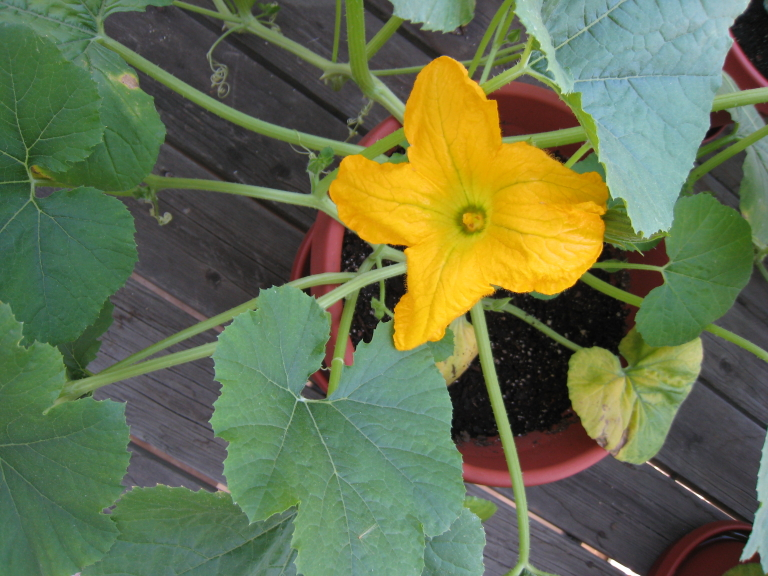
Чоловіча квітка
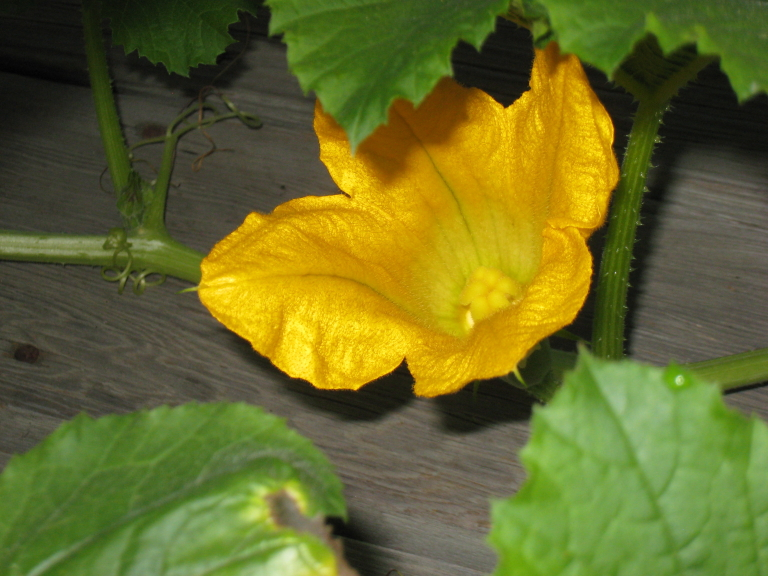
Жіноча квітка
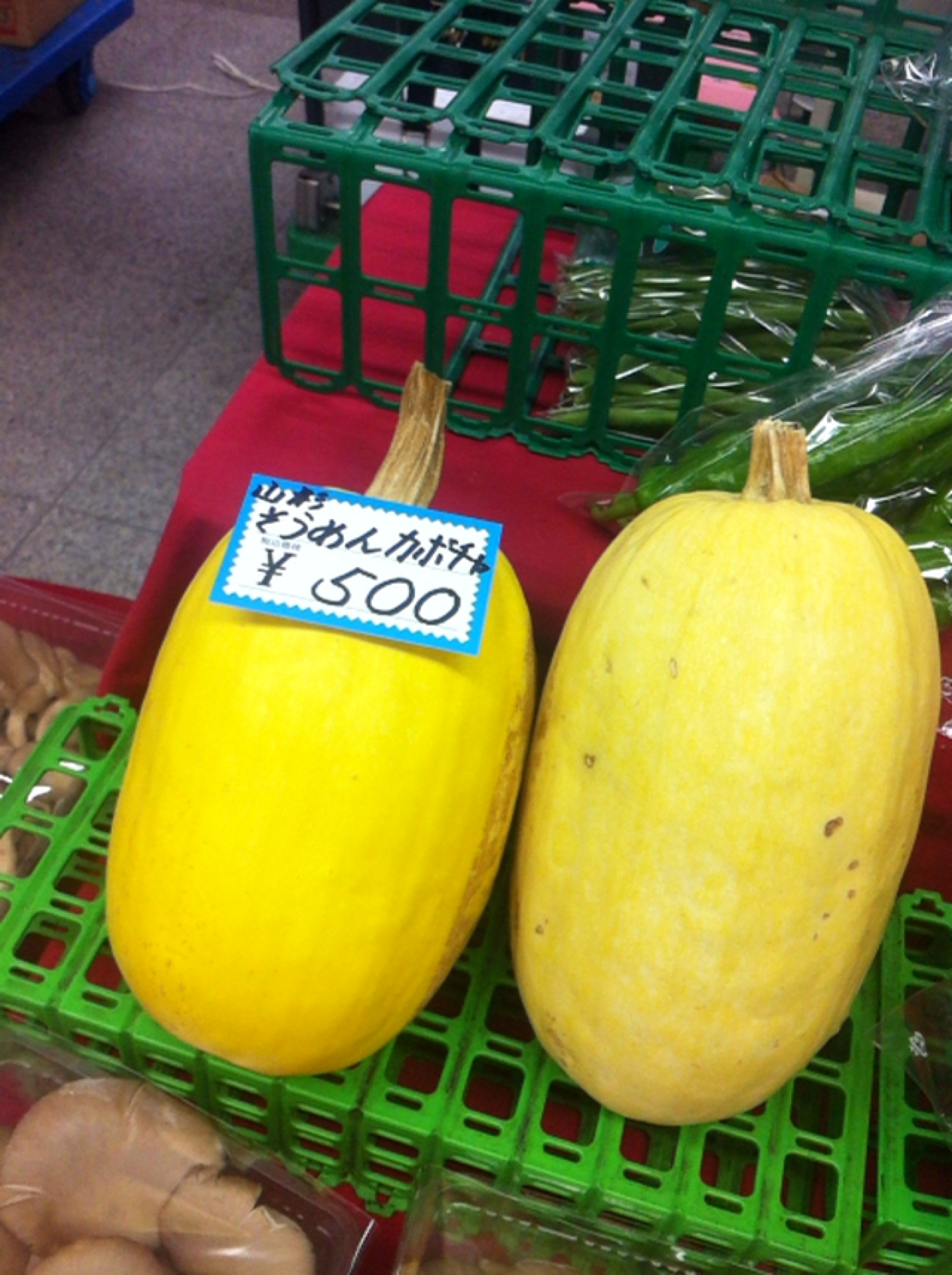
Продається в овочевому магазині у Японії
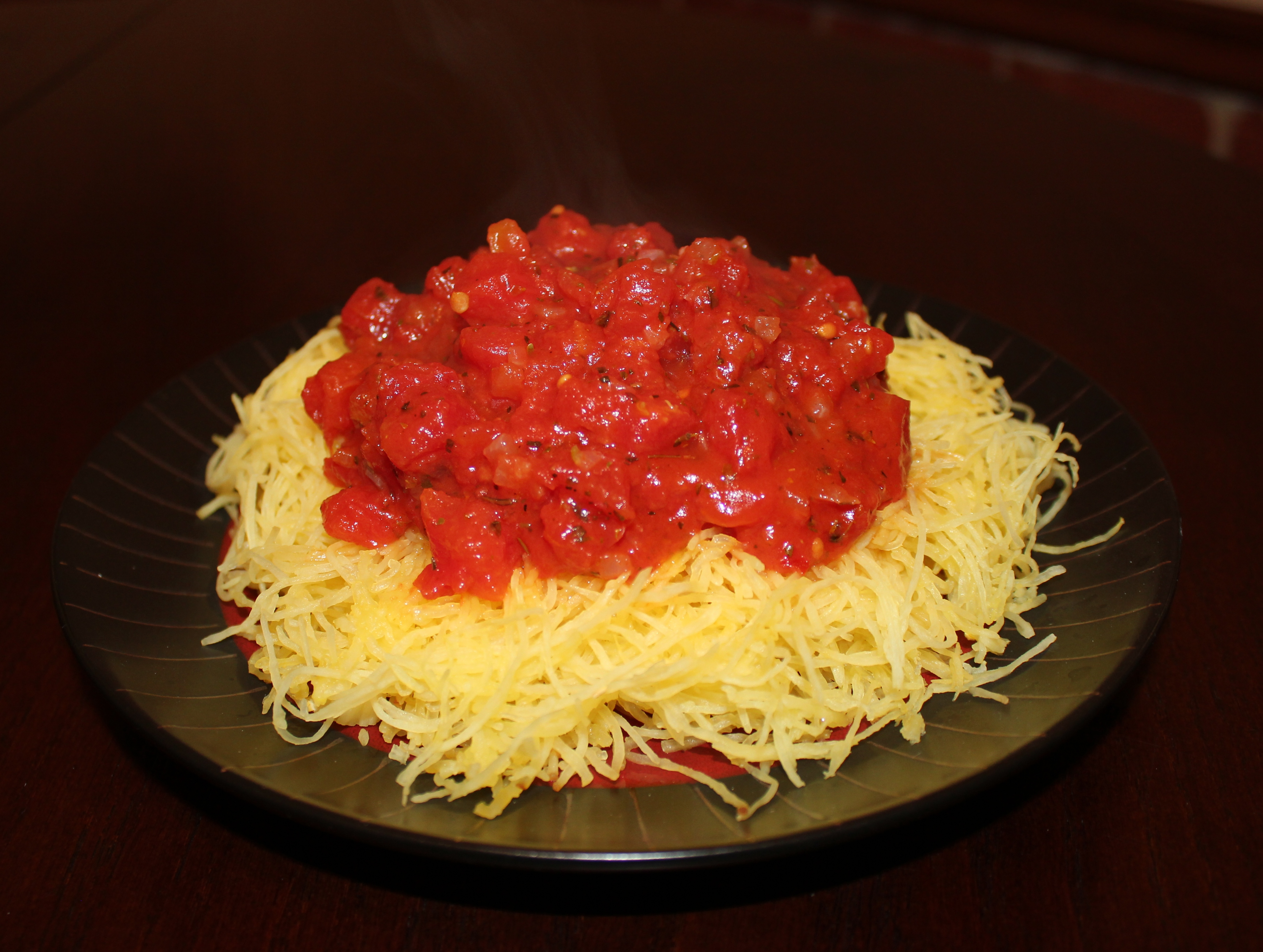
Подається з соусом маринара